# Katsuni
Céline Tran (Lyon, Ródano; 9 de abril de 1979), conocida artísticamente como Katsuni, es una actriz de cine, autora, modelo erótica y ex actriz pornográfica francesa. Debutó en el cine pornográfico en 2001. Recibió numerosos premios en el transcurso de su carrera en la industria para adultos, sobre todo el Premio AVN a la intérprete extranjera del año, que ha ganado en tres ocasiones.

## Primeros años
Céline Tran nació el 9 de abril de 1979 en Lyon, Francia. Es de ascendencia euroasiática, su padre es vietnamita, mientras que su madre es francesa. Al cumplir los 18 años, inicia sus estudios universitarios en la ciudad de Grenoble, con el propósito de ser profesora. Céline compagina los mismos trabajando como bailarina de estriptis en una discoteca local. Es ahí donde un fotógrafo de la revista Penthouse la descubre y le propone posar para la revista. Esas fotos no tardan en llamar la atención de la industria del cine pornográfico.

## Carrera en el porno

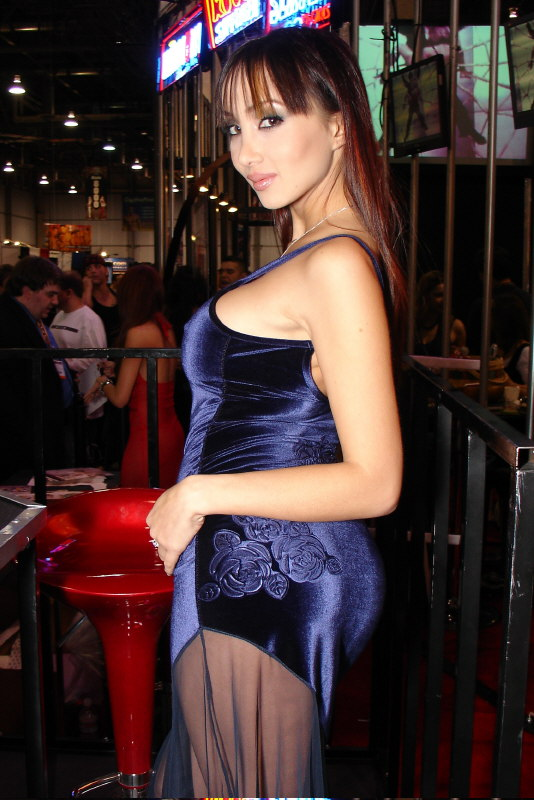
Katsuni en la AVN Adult Entertainment Expo 2007.

En 2001 debuta en una película porno de la mano del director francés Alain Payet. Su primer papel sirvió para que la productora francesa Colmax le ofreciera un contrato de un año que posteriormente sería renovado. Durante ese tiempo, Katsuni rodaría principalmente bajo las órdenes del director Christophe Mourthé. Katsuni alterna sus primeras películas pornográficas con otras de corte erótico, realizadas para el canal de televisión francés M6. También participó en el rodaje del videoclip musical "Funky Maxime", interpretado por el rapero francés Doc Gynéco.
En 2005, tras más de veinte películas filmadas, decide poner fin a su relación contractual con la compañía Colmax para expandir su carrera internacionalmente. Para ello se muda a los Estados Unidos en donde rueda numerosas películas de sexo interracial que realizó con actores muy conocidos dentro de la industria, como Lexington Steele y Mandingo; con quienes prefiere realizar escenas. Ese mismo año también rueda Dans la Vie de Katsumi (En la vida de Katsumi), una serie de cinco docu-realities que estrenaría el canal de televisión francés MCM.
En 2006 Katsuni aparece en la película Destricted, un corto del director argentino Gaspar Noé que fue presentado en el Festival de Cine de Sundance y en la semana de la crítica del Festival de Cannes. En mayo de ese mismo año, Katsuni decide someterse a una operación de aumento de senos, pasando de la talla 34B a la 34D. La superproducción porno de la productora Marc Dorcel titulada French ConneXion fue la elegida para lucir por primera vez sus nuevos atributos.
En 2007 Katsuni vuelve a firmar un nuevo contrato de exclusividad con la compañía Digital Playground; convirtiéndose así en una de las principales estrellas de la productora norteamericana.

## Cambio de nombre artístico
A finales de 2006, una mujer llamada Mary Katsumi interpone una demanda judicial por las consecuencias negativas que para ella ha tenido la similitud entre su apellido real y el nombre artístico de la actriz porno. En enero de 2007, un tribunal de la localidad francesa de Créteil da la razón a la demandante, forzando el paso de Katsumi a Katsuni. Meses después, y comprobando las repetidas infracciones de la primera decisión judicial, Mary Katsumi plantea una nueva demanda, reclamando 82.000 euros a la actriz. Finalmente, el juez, al comprobar la existencia de hasta 40 infracciones decide fijar una sanción de 20 000 euros.

## Premios
- 2002: European X Award Premio del jurado.
- 2002: Premio Ninfa a la Mejor starlette.
- 2003: European X Award a la Mejor actriz francesa.
- 2004: Premio Ninfa a la Mejor actriz.
- 2004: Premio Ninfa a la Mejor escena lésbica.
- 2004: Premio Ninfa a la Mejor escena de sexo anal.
- 2004: Premio XRCO a la Mejor escena heterosexual – XXX
- 2004: Premio Venus a la Mejor actriz europea.
- 2004: Premio AVN a la Mejor escena de sexo anal – Multiple P.O.V. (con Gisselle y Michael Stefano)
- 2005: Premio Ninfa a la Mejor actriz europea.
- 2005: Premio AVN a la Actriz extranjera del año.[3]
- 2005: Premio AVN a la Mejor escena de sexo anal – Lex Steele XXX 3 (con Lexington Steele).[3]
- 2006: European X Award a la Mejor actriz francesa.
- 2006: Premio AVN a la Actriz extranjera del año.[4]
- 2006: Premio AVN al Mejor DVD interactivo – Virtual Katsuni[4]
- 2006: Premio AVN a la Mejor escena de sexo anal – Cumshitters (con Manuel Ferrara)[4]
- 2006: Premio AVN a la Mejor «Tease Performance» – Ass Worship 7[4]
- 2007: Premio AVN a la Actriz extranjera del año[5]
- 2007: Premio AVN a la Mejor actriz de reparto (vídeo) – Fashionistas Safado – The Challenge[5]
- 2007: Premio AVN a la Mejor escena de sexo grupal (película) – FUCK (con Carmen Hart, Kirsten Price, Mia Smiles, Eric Masterson, Chris Cannon, Tommy Gunn y Randy Spears).[5]
- 2007: Premio AVN for Best All-Girl Sex Scene (película) – FUCK (with Jessica Drake, Felecia, Clara G.)[5]
- 2007: Premio Ninfa a la Mejor actriz – French Connection[6]
- 2008: Premio AVN a la Mejor escena de sexo anal en una producción extranjera – Furious Fuckers Final Race.[7]
- 2009: Hot d'Or a la Mejor actriz francesa – Pirates II: Stagnetti’s Revenge.[8]
- 2009: Hot d'Or al Mejor blog de una actriz.[8]
- 2012: Mejor "Crossover Star of the Year" en los XBIZ Awards.